# Aki Hata
Aki Hata (畑 亜貴, Hata Aki; nascida em 13 de agosto de 1966) é uma cantora, letrista e compositora japonesa. Ela é conhecida por ter sido a mente por trás das canções de vários animes e jogos de videogame, incluindo títulos populares como Suzumiya Haruhi no Yūutsu, Lucky Star, Zettai Shōnen, Love Live!, Azumanga Daioh e outros; além de ter composto para vários cantores. Ela foi compositora para a Konami e Treasure.
Aki Hata também canta. Ela é membro da banda Tsukihiko, fornecendo vocais e teclado. Ela também escreveu vários artigos para o site Lisani, onde recomenda músicas de animes.
Em 2015, formou a equipe de produção “Q-MHz” com Tomokazu Tashiro, Katsuhiko Kurosu e Tomoya Tabuchi (UNISON SQUARE GARDEN). No Grande Prêmio Heisei Anison anunciado em 2019, sete de suas próprias canções foram selecionadas, incluindo três canções para o Prêmio de Letrista.

## Discografia

### Trabalhos solo

#### Álbuns
- 20/02/1999: Kan'okejima
- 20/02/1999: Sekai Nante Owarinasai
- 22/12/2006: Roman Tsukira no Musumetachi ~BEST SONGS~
- 21/12/2007: Reizoku Kaibi no Musumetachi ~BEST SONGS II~
- 03/19/2014: Aisuru hito yo shinjitsu wa chikawazu ni iyou

#### Singles
- 24/05/2000: Bitsuu no rakuen
- 08/23/2000: Yokan no tenshi wo dakishimete
- 10/13/2010: Bannou ni tagiru ikasama
- 12/22/2010: Dangai no unuboreya
- 12/21/2011: Haikin seija waga machi o susuman
- 25/05/2016: Kobore Sekai Oware

### Trabalhos para Tsukihiko
- 20/09/2005: Gen wa Jubaku no Yubi de Naru
- 20/09/2005: Tōhi Oukoku no Metsubō
- 23/06/2006: Tohi Oukoku no Densetsu